# HMS Bridgewater (L01)
«Бріджво́тер» (англ. HMS Bridgewater (L01)) — військовий корабель, шлюп типу «Бріджвотер» Королівського військово-морського флоту Великої Британії за часів Другої світової війни.

## Історія створення
Шлюп «Бріджвотер» був закладений 6 лютого 1928 року на верфі компанії Hawthorn Leslie and Company у місті Ньюкасл-апон-Тайн. Спущений на воду 14 вересня того ж року, вступив у стрій 14 березня 1929 року.

## Історія служби
«Бріджвотер», разом з однотипним шлюпом «Сендвіч», відправили на Китайську станцію. Там він прослужив до 1935 року. Після ремонту в Південній Африці корабель перевели до Південно-Атлантичної станції.
У 1938 році кормову 102-мм гармату замінили універсальною такого ж калібру, а також зняли 47-мм гармати. У 1939 році пройшов ремонт у Девонпорті, після чого повернувся на Південно-Атлантичну станцію.
Під час Другої світової війни «Бріджвотер» супроводжував конвої між Фрітауном та Кейптауном. У вересні 1940 року брав участь у Сенегальській операції.
У вересні 1943 року «Бріджвотер» прибув у Ліверпуль з конвоєм SL-136, після чого переданий 40-й ескортній групі, яка діяла в Атлантиці. Але через поганий технічний стан його передали 3-й флотилії підводних човнів, де використовувався як корабель-мішень.
У липні 1945 року корабель вивели в резерв, використовували для випробування бомб. У 1947 році зданий на злам.